# Richard Dacres
Sir Richard Dacres (září 1761 – 22. ledna 1837, Bath, Anglie) byl britský admirál. U královského námořnictva sloužil od dětství a byl účastníkem řady válečných konfliktů, především proti Francii. Aktivní kariéru ukončil v roce 1808 za napoleonských válek, i později ale postupoval v hodnostech a nakonec byl povýšen na viceadmirála (1830). V roce 1836 byl povýšen do šlechtického stavu.

## Životopis
Narodil se jako nejmladší syn Richarda Dacrese, který působil jako úředník vojenské správy na Gibraltaru. Do Royal Navy vstoupil v roce 1775, pod velením admrirála Petera Parkera se zúčastnil války proti USA a poté pod admirálem Hardym sloužil v Lamanšském průlivu a v Karibiku, v roce 1781 dosáhl hodnosti poručíka. Zúčastnil se několika bitev v Karibiku a po uzavření pařížského míru (1783) žil několik let v soukromí s polovičním platem. Do aktivní služby byl povolán za francouzských revolučních válek, v rychlém sledu byl během roku 1795 povýšen na komandéra a kapitána. Zúčastnil se několika bitev, proslul mimo jiné zajímáním francouzských a nizozemských obchodních lodí. V letech 1799–1801 byl znovu mimo aktivní službu, poté odplul na Jamajku, odkud se ale vrátil ze zdravotních důvodů a sloužil v Dartmouthu. Za napoleonských válek sloužil od roku 1806 ve Středozemním moři, v roce 1807 se zúčastnil bitvy u Kodaně. V roce 1808 definitivně vystoupil z aktivní služby a v letech 1808–1816 byl guvernérem špitálu v Greenwichi. Mimo aktivní službu byl povýšen na kontradmirála (1817) a viceadmirála (1830). Jako nositel rytířského kříže hannoverského Řádu Guelfů byl v roce 1836 povýšen do šlechtického stavu s nárokem na titul Sir.
V roce 1788 se oženil s Marthou Milligan, s níž měl čtyři děti. Starší syn Sir Richard James (1799–1886) sloužil v armádě a dosáhl hodnosti polního maršála. Mladší syn Sir Sydney Colpoys (1804–1884) byl admirálem Royal Navy a v závěru kariéry zastával funkci prvního námořního lorda.
Richardův starší bratr James Richard Dacres (1749–1810) byl též admirálem a účastníkem válek proti Francii.